# 4. ŽNL Bjelovarsko-bilogorska 2006./07.
4. ŽNL Bjelovarsko-bilogorska u sezoni 2006./07. je bila nogometna liga četvrtog stupnja na području Bjelovarsko-bilogorske županije, te ligu osmog stupnja nogometnog prvenstva Hrvatske. 
 
Igrana je u dvije skupine - Jug (prvak "Vihor" iz Kapelice) i Sjever (prvak "Moslavina" iz Donje Petričke). 

## Jug

### Ljestvica
| mj. | klub                           | ut. | pob. | ner. | por. | gol+ | gol- | bod |
| --- | ------------------------------ | --- | ---- | ---- | ---- | ---- | ---- | --- |
| 1.  | Vihor Kapelica                 | 18  | 11   | 3    | 4    | 40   | 27   | 36  |
| 2.  | Polet Uljanik                  | 18  | 11   | 2    | 5    | 29   | 20   | 35  |
| 3.  | Sokol Sokolovac                | 18  | 10   | 4    | 4    | 43   | 25   | 34  |
| 4.  | Mladost-Nada Hrastovac         | 18  | 10   | 0    | 8    | 39   | 23   | 30  |
| 5.  | Dišnik                         | 18  | 9    | 2    | 7    | 35   | 20   | 29  |
| 6.  | Bršljanica (Velika Bršljanica) | 18  | 7    | 4    | 7    | 34   | 38   | 25  |
| 7.  | Mlinar Sređani                 | 18  | 6    | 3    | 9    | 30   | 38   | 21  |
| 8.  | Radnički Veliko Vukovje        | 18  | 5    | 5    | 8    | 30   | 49   | 20  |
| 9.  | Imsovac                        | 18  | 4    | 3    | 11   | 27   | 54   | 15  |
| 10. | Junak Veliki Pašijan           | 18  | 2    | 4    | 12   | 30   | 43   | 10  |

### Rezultatska križaljka
| kratica | klub                           | BRŠ | DIŠ | IMS | JUN | MLAN | MLI | POL | RAD | SOK | VIH      |
| --- | ------------------------------ | --- | --- | --- | --- | ---- | --- | --- | --- | --- | -------- |
| BRŠ | Bršljanica (Velika Bršljanica) |     | 2:0 |     | 5:2 | 1:0  |     |     | 3:3 | 4:1 | 2:2      |
| DIŠ | Dišnik                         | 0:2 |     | 6:0 | 1:1 |      | 6:0 | 2:0 | 5:1 |     | 3:2      |
| IMS | Imsovac                        | 0:1 | 2:1 |     | 2:2 | 2:4  | 0:2 | 5:2 | 2:1 | 1:3 |          |
| JUN | Junak Veliki Pašijan           | 2:4 |     | 6:0 |     |      | 1:4 |     | 2:2 | 1:3 | 2:3      |
| MLAN | Mladost-Nada Hrastovac         |     | 1:2 | 6:0 | 3:2 |      | 3:2 | 0:1 | 7:1 | 3:2 | 0:2      |
| MLI | Mlinar Sređani                 | 4:2 | 0:1 | 2:2 |     | 1:2  |     | 2:1 | 1:2 |     | 0:2, 2:2 |
| POL | Polet Uljanik                  | 0:0 |     |     | 3:1 | 2:0  | 2:1 |     | 3:1 | 1:1 | 1:0      |
| RAD | Radnički Veliko Vukovje        | 3:2 | 2:4 |     | 1:1 | 2:1  |     | 0:4 |     | 0:4 | 3:1      |
| SOK | Sokol Sokolovac                | 5:0 | 1:0 | 7:2 | 2:1 | 0:3  | 5:2 | 2:0 |     |     | 2:2      |
| VIH | Vihor Kapelica                 | 3:1 | 1:0 | 3:2 | 3:2 |      |     | 2:1 |     |     |          |
| |                                |     |     |     |     |      |     |     |     |     |          |
| podebljan rezultat - utakmice od 1. do 9. kola (1. utakmica između klubova) rezultat normalne debljine - utakmice od 10. do 18. kola (2. utakmica između klubova) rezultat nakošen - nije vidljiv redoslijed odigravanja međusobnih utakmica iz dostupnih izvora rezultat nakošen i smanjen * - iz dostupnih izvora nije uočljiv domaćin susreta prekrižen rezultat - poništena ili brisana utakmica p - utakmica prekinuta 3:0 p.f. / 0:3 p.f. - rezultat 3:0 bez borbe |                                |     |     |     |     |      |     |     |     |     |          |

 Izvori: 

## Sjever

### Ljestvica
| mj. | klub                       | ut.              | pob.             | ner.             | por.             | gol+             | gol-             | bod              |
| --- | -------------------------- | ---------------- | ---------------- | ---------------- | ---------------- | ---------------- | ---------------- | ---------------- |
| 1.  | Moslavina Donja Petrička   | 14               | 12               | 1                | 1                | 36               | 11               | 37               |
| 2.  | Croatia Klokočevac         | 14               | 9                | 1                | 4                | 32               | 17               | 28               |
| 3.  | Polet Narta                | 13               | 6                | 3                | 4                | 31               | 23               | 21               |
| 4.  | Hrvatski Sokol Podgorci    | 13               | 7                | 0                | 6                | 29               | 23               | 21               |
| 5.  | Korenovo (Veliko Korenovo) | 13               | 6                | 1                | 7                | 24               | 31               | 19               |
| 6.  | Polet Jakupovac            | 14               | 6                | 0                | 8                | 33               | 28               | 18               |
| 7.  | Bedenik                    | 14               | 5                | 2                | 7                | 25               | 36               | 17               |
| 8.  | Esdel Gornje Zdjelice      | 14               | 0                | 0                | 14               | 4                | 45               | 0                |
|     | Hajduk Lipovo Brdo         | van konkurencije | van konkurencije | van konkurencije | van konkurencije | van konkurencije | van konkurencije | van konkurencije |

- "Esdel" odustao u polusezoni, a zamijenio ga "Hajduk", koji je igrao van konkurencije[7]

### Rezultatska križaljka
| kratica | klub                       | BED | CRO | HRS | KOR | MOS | POJ | PON | ESD | HAJ  |
| --- | -------------------------- | --- | --- | --- | --- | --- | --- | --- | --- | ---- |
| BED | Bedenik                    |     | 1:1 | 3:2 |     | 2:4 |     |     | 1:0 |      |
| CRO | Croatia Klokočevac         | 5:1 |     |     |     | 0:2 | 2:1 | 3:1 | 1:0 |      |
| HRS | Hrvatski Sokol Podgorci    |     | 0:4 |     | 2:1 |     | 3:2 | 5:2 |     | 6:1  |
| KOR | Korenovo (Veliko Korenovo) | 0:2 | 1:6 | 2:1 |     | 0:2 | 2:0 | 3:2 |     |      |
| MOS | Moslavina Donja Petrička   | 4:3 |     | 3:0 | 2:0 |     | 4:1 | 4:0 | 4:1 |      |
| POJ | Polet Jakupovac            | 5:1 | 1:5 | 4:3 | 5:2 |     |     |     | 5:0 |      |
| PON | Polet Narta                | 3:1 | 6:1 |     |     | 1:1 | 4:1 |     |     | 12:1 |
| ESD | Esdel Gornje Zdjelice      |     |     | 0:5 | 2:3 |     |     | 1:5 |     |      |
| HAJ | Hajduk Lipovo Brdo         |     |     |     |     |     |     |     |     |      |
| |                            |     |     |     |     |     |     |     |     |      |
| podebljan rezultat - utakmice od 1. do 7. kola (1. utakmica između klubova) rezultat normalne debljine - utakmice od 8. do 14. kola (2. utakmica između klubova) rezultat nakošen - nije vidljiv redoslijed odigravanja međusobnih utakmica iz dostupnih izvora rezultat nakošen i smanjen * - iz dostupnih izvora nije uočljiv domaćin susreta prekrižen rezultat - poništena ili brisana utakmica p - utakmica prekinuta 3:0 p.f. / 0:3 p.f. - rezultat 3:0 bez borbe |                            |     |     |     |     |     |     |     |     |      |

 Izvori:

## Vanjske poveznice
- nsbbz.hr, Nogometni savez Bjelovarsko-bilogorske županije